# CONCACAF-kampioenschap voetbal onder 17 - 2013
Het CONCACAF-kampioenschap voetbal onder 17 van 2013 was de 16e editie van het CONCACAF-kampioenschap voetbal onder 17, een toernooi voor nationale ploegen van landen uit Noord- en Midden-Amerika. De spelers die deelnemen zijn onder de 17 jaar. Er namen twaalf landen deel aan dit toernooi dat van 6 april tot en met 19 april in Panama werd gespeeld. Mexico werd winnaar van het toernooi. In de finale werd Panama met 2–1 verslagen.
Dit toernooi diende tevens als kwalificatietoernooi voor het wereldkampioenschap voetbal onder 17 van 2013, dat van 17 oktober tot en met 8 november de Verenigde Arabische Emiraten werd gespeeld. De vier beste landen van dit toernooi plaatsen zich, dat zijn Mexico, Honduras, Panama en Canada.

## Gekwalificeerde landen
| Team               | Kwalificatie              | Aantal deelnames |
| ------------------ | ------------------------- | ---------------- |
| Panama             | gastland                  | 6e               |
| Canada             | Automatisch               | 14e              |
| Mexico             | Automatisch               | 14e              |
| Verenigde Staten   | Automatisch               | 15e              |
| Jamaica            | Caraïbische zone          | 11e              |
| Cuba               | Caraïbische zone          | 8e               |
| Haïti              | Caraïbische zone          | 5e               |
| Trinidad en Tobago | Caraïbische zone          | 12e              |
| Barbados           | Caraïbische zone          | 2e               |
| Honduras           | Centraal-Amerikaanse zone | 15e              |
| Costa Rica         | Centraal-Amerikaanse zone | 13e              |
| Guatemala          | Centraal-Amerikaanse zone | 9e               |

## Stadions
| Panama-Stad                                 | La Chorrera                                       |
| ------------------------------------------- | ------------------------------------------------- |
|                                             |                                                   |
| Estadio Rommel Fernández Capaciteit: 32.000 | Estadio Agustin Muquita Sánchez Capaciteit: 3.040 |
| · Panama-Stad La Chorrera                   |                                                   |

## Groepsfase

#### Groep A
| Pos. | Team     | Pld | G | G | V | DV | DT | DS | Pnt |
| ---- | -------- | --- | - | - | - | -- | -- | -- | --- |
| 1    | Panama   | 2   | 1 | 1 | 0 | 3  | 1  | +2 | 4   |
| 2    | Jamaica  | 2   | 0 | 2 | 0 | 3  | 3  | 0  | 2   |
| 3    | Barbados | 2   | 0 | 1 | 1 | 2  | 4  | –2 | 1   |

|                            |            |     |               |                                                                                                 |
| 6 april 2013 20:00 (UTC−5) | Jamaica    | 1–1 | Panama        | Estadio Agustín Sánchez, La Chorrera Toeschouwers: 2.100 Scheidsrechter: Fabricio Morales (MEX) |
| 6 april 2013 20:00 (UTC−5) | Molina 90' |     | Flemmings 40' | Estadio Agustín Sánchez, La Chorrera Toeschouwers: 2.100 Scheidsrechter: Fabricio Morales (MEX) |

|                            |                     |     |                               |                                                                                             |
| 8 april 2013 17:30 (UTC−5) | Barbados            | 2–2 | Jamaica                       | Estadio Agustín Sánchez, La Chorrera Toeschouwers: 94 Scheidsrechter: David Rubalcaba (CUB) |
| 8 april 2013 17:30 (UTC−5) | Boyce 18' Belle 55' |     | Bryan 7' Flemmings 38' (pen.) | Estadio Agustín Sánchez, La Chorrera Toeschouwers: 94 Scheidsrechter: David Rubalcaba (CUB) |

|                             |                   |     |          |                                                          |
| 10 april 2013 20:00 (UTC−5) | Panama            | 2–0 | Barbados | Estadio Agustín Sánchez, La Chorrera Toeschouwers: 2.000 |
| 10 april 2013 20:00 (UTC−5) | Zorrilla 24', 80' |     |          | Estadio Agustín Sánchez, La Chorrera Toeschouwers: 2.000 |

#### Groep B
| Pos. | Team               | Pld | G | G | V | DV | DT | DS | Pnt |
| ---- | ------------------ | --- | - | - | - | -- | -- | -- | --- |
| 1    | Canada             | 2   | 1 | 1 | 0 | 3  | 1  | +2 | 4   |
| 2    | Trinidad en Tobago | 2   | 1 | 0 | 1 | 2  | 2  | 0  | 3   |
| 3    | Costa Rica         | 2   | 0 | 1 | 1 | 1  | 3  | –2 | 1   |

|                            |                                    |     |                    |                                                                                          |
| 6 april 2013 17:30 (UTC−5) | Canada                             | 2–0 | Trinidad en Tobago | Estadio Agustín Sánchez, La Chorrera Toeschouwers: 511 Scheidsrechter: Juan Guzman (USA) |
| 6 april 2013 17:30 (UTC−5) | Dominguez-Ramirez 42' Hamilton 59' |     |                    | Estadio Agustín Sánchez, La Chorrera Toeschouwers: 511 Scheidsrechter: Juan Guzman (USA) |

|                            |            |                     |                    |                                                                                             |
| 8 april 2013 20:00 (UTC−5) | Costa Rica | 0–2                 | Trinidad en Tobago | Estadio Agustín Sánchez, La Chorrera Toeschouwers: 195 Scheidsrechter: Armando Castro (HON) |
| 8 april 2013 20:00 (UTC−5) |            | Fortune 32' Sam 78' |                    | Estadio Agustín Sánchez, La Chorrera Toeschouwers: 195 Scheidsrechter: Armando Castro (HON) |

|                             |            |     |            |                                                        |
| 10 april 2013 17:30 (UTC−5) | Canada     | 1–1 | Costa Rica | Estadio Agustín Sánchez, La Chorrera Toeschouwers: 110 |
| 10 april 2013 17:30 (UTC−5) | Boakai 76' |     | Torres 59' | Estadio Agustín Sánchez, La Chorrera Toeschouwers: 110 |

#### Groep C
| Pos. | Team             | Pld | G | G | V | DV | DT | DS | Pnt |
| ---- | ---------------- | --- | - | - | - | -- | -- | -- | --- |
| 1    | Verenigde Staten | 2   | 2 | 0 | 0 | 4  | 0  | +4 | 6   |
| 2    | Guatemala        | 2   | 1 | 0 | 1 | 3  | 2  | +1 | 3   |
| 3    | Haïti            | 2   | 0 | 0 | 2 | 1  | 6  | –5 | 0   |

|                            |       |                          |                  |                                                                                                   |
| 7 april 2013 17:30 (UTC−5) | Haïti | 0–3                      | Verenigde Staten | Estadio Rommel Fernández, Panama-Stad Toeschouwers: 143 Scheidsrechter: Christophel Stewart (CAY) |
| 7 april 2013 17:30 (UTC−5) |       | Lema 25,73' Selemani 85' |                  | Estadio Rommel Fernández, Panama-Stad Toeschouwers: 143 Scheidsrechter: Christophel Stewart (CAY) |

|                            |                            |     |             |                                                                                             |
| 9 april 2013 17:30 (UTC−5) | Guatemala                  | 3–1 | Haïti       | Estadio Rommel Fernández, Panama-Stad Toeschouwers: 95 Scheidsrechter: Kevin Morrison (JAM) |
| 9 april 2013 17:30 (UTC−5) | Ortiz 24,28' Hernández 78' |     | Derival 12' | Estadio Rommel Fernández, Panama-Stad Toeschouwers: 95 Scheidsrechter: Kevin Morrison (JAM) |

|                             |                  |     |           |                                                                                                |
| 11 april 2013 17:30 (UTC−5) | Verenigde Staten | 1–0 | Guatemala | Estadio Rommel Fernández, Panama-Stad Toeschouwers: 220 Scheidsrechter: William Anderson (PUR) |
| 11 april 2013 17:30 (UTC−5) | Baird 49'        |     |           | Estadio Rommel Fernández, Panama-Stad Toeschouwers: 220 Scheidsrechter: William Anderson (PUR) |

#### Groep D
| Pos. | Team     | Pld | G | G | V | DV | DT | DS | Pnt |
| ---- | -------- | --- | - | - | - | -- | -- | -- | --- |
| 1    | Mexico   | 2   | 2 | 0 | 0 | 7  | 1  | +6 | 6   |
| 2    | Honduras | 2   | 1 | 0 | 1 | 4  | 3  | +1 | 3   |
| 3    | Cuba     | 2   | 0 | 0 | 2 | 2  | 9  | –7 | 0   |

|                            |               |     |                                              |                                                                                              |
| 7 april 2013 20:00 (UTC−5) | Cuba          | 1–5 | Mexico                                       | Estadio Rommel Fernández, Panama-Stad Toeschouwers: 648 Scheidsrechter: Henry Bejarano (CRC) |
| 7 april 2013 20:00 (UTC−5) | Arencibia 28' |     | Díaz 18' Hernández 22', 35' Granados 70, 85' | Estadio Rommel Fernández, Panama-Stad Toeschouwers: 648 Scheidsrechter: Henry Bejarano (CRC) |

|                            |                                          |     |             |                                                                                                |
| 9 april 2013 20:00 (UTC−5) | Honduras                                 | 4–1 | Cuba        | Estadio Rommel Fernández, Panama-Stad Toeschouwers: 240 Scheidsrechter: William Anderson (PUR) |
| 9 april 2013 20:00 (UTC−5) | García 25', 33' Velásquez 47' Flores 87' |     | Samonte 16' | Estadio Rommel Fernández, Panama-Stad Toeschouwers: 240 Scheidsrechter: William Anderson (PUR) |

|                             |                      |     |          |                                                                                          |
| 11 april 2013 20:00 (UTC−5) | Mexico               | 2–0 | Honduras | Estadio Rommel Fernández, Panama-Stad Toeschouwers: 412 Scheidsrechter: Jhon Pitti (PAN) |
| 11 april 2013 20:00 (UTC−5) | Jaimes 30' Teran 32' |     |          | Estadio Rommel Fernández, Panama-Stad Toeschouwers: 412 Scheidsrechter: Jhon Pitti (PAN) |

## Knock-outfase
|  | kwartfinale            | kwartfinale            |                        |       | halve finale           | halve finale           |       |  | finale | finale |
|  |                        |                        |                        |       |                        |                        |       |  |        |        |
|  | 13 april — La Chorrera |                        |                        |       |                        |                        |       |  |        |        |
|  |                        |                        |                        |       |                        |                        |       |  |        |        |
|  | Panama                 | 4                      |                        |       |                        |                        |       |  |        |        |
|  | Panama                 | 4                      | 17 april — Panama-Stad |       |                        |                        |       |  |        |        |
|  | Trinidad en Tobago     | 2                      |                        |       |                        |                        |       |  |        |        |
|  | Trinidad en Tobago     | 2                      | Panama                 | 2     |                        |                        |       |  |        |        |
|  | 13 april — La Chorrera |                        | Panama                 | 2     |                        |                        |       |  |        |        |
|  |                        | Canada                 | 1                      |       |                        |                        |       |  |        |        |
|  | Canada                 | Canada                 | 1                      | 4     |                        |                        |       |  |        |        |
|  | Canada                 |                        | 19 april — Panama-Stad | 4     |                        |                        |       |  |        |        |
|  | Jamaica                | 2                      |                        |       |                        |                        |       |  |        |        |
|  | Jamaica                | 2                      | Panama                 | 1     |                        |                        |       |  |        |        |
|  | 14 april — Panama-Stad |                        | Panama                 | 1     |                        |                        |       |  |        |        |
|  |                        | Mexico                 | 2                      |       |                        |                        |       |  |        |        |
|  | Verenigde Staten       | Mexico                 | 2                      | 1     |                        |                        |       |  |        |        |
|  | Verenigde Staten       | 17 april — Panama-Stad |                        | 1     |                        |                        |       |  |        |        |
|  | Honduras               | 3                      |                        |       |                        |                        |       |  |        |        |
|  | Honduras               | 3                      | Honduras               | 1     | derde plaats           | derde plaats           |       |  |        |        |
|  | 14 april — Panama-Stad |                        | Honduras               | 1     | derde plaats           | derde plaats           |       |  |        |        |
|  |                        | Mexico                 | 3                      |       | 19 april — Panama-Stad | 19 april — Panama-Stad |       |  |        |        |
|  | Mexico                 | Mexico                 | 3                      | 2     | 19 april — Panama-Stad | 19 april — Panama-Stad |       |  |        |        |
|  | Mexico                 |                        |                        |       |                        | Canada                 | 2 (4) |  |        |        |
|  | Guatemala              | 0                      |                        |       |                        | Canada                 | 2 (4) |  |        |        |
|  | Guatemala              | 0                      | Honduras               | 2 (2) |                        |                        |       |  |        |        |
|  |                        |                        | Honduras               | 2 (2) |                        |                        |       |  |        |        |

### Kwartfinales
|                             |                                    |     |                       |                                                                                           |
| 13 april 2013 17:00 (UTC−5) | Panama                             | 4–2 | Trinidad en Tobago    | Estadio Agustín Sánchez, La Chorrera Toeschouwers: 150 Scheidsrechter: Juan Guzman {(USA) |
| 13 april 2013 17:00 (UTC−5) | Araya 35' Zuñiga 62' Diaz 79', 88' |     | Fortune 19' Adams 86' | Estadio Agustín Sánchez, La Chorrera Toeschouwers: 150 Scheidsrechter: Juan Guzman {(USA) |

|                             |                                        |     |                |                                                                                               |
| 13 april 2013 20:00 (UTC−5) | Canada                                 | 4–2 | Jamaica        | Estadio Agustín Sánchez, La Chorrera Toeschouwers: 2.100 Scheidsrechter: Armando Castro (HON) |
| 13 april 2013 20:00 (UTC−5) | Gordon 38' 76' Boakai 64' Hamilton 80' |     | Stewart 6' 44' | Estadio Agustín Sánchez, La Chorrera Toeschouwers: 2.100 Scheidsrechter: Armando Castro (HON) |

|                             |                  |     |                                  |                                                                                              |
| 14 april 2013 17:00 (UTC−5) | Verenigde Staten | 1–3 | Honduras                         | Estadio Rommel Fernández, Panama-Stad Toeschouwers: 318 Scheidsrechter: Henry Bejarano (CRC) |
| 14 april 2013 17:00 (UTC−5) | Soñora 44'       |     | Alegría 42' Elis 57' Alvarez 68' | Estadio Rommel Fernández, Panama-Stad Toeschouwers: 318 Scheidsrechter: Henry Bejarano (CRC) |

|                             |                        |     |           |                                                                                          |
| 14 april 2013 20:00 (UTC−5) | Mexico                 | 2–0 | Guatemala | Estadio Rommel Fernández, Panama-Stad Toeschouwers: 546 Scheidsrechter: Jhon Pitti (PAN) |
| 14 april 2013 20:00 (UTC−5) | Jaimes 8' Granados 88' |     |           | Estadio Rommel Fernández, Panama-Stad Toeschouwers: 546 Scheidsrechter: Jhon Pitti (PAN) |

### Halve finale
|                             |               |     |                                   |                                                                                           |
| 17 april 2013 17:00 (UTC−5) | Honduras      | 1–3 | Mexico                            | Estadio Rommel Fernández, Panama-Stad Toeschouwers: 352 Scheidsrechter: Juan Guzman (USA) |
| 17 april 2013 17:00 (UTC−5) | Alegría 90+2' |     | Granados 43' Wbias 44' Zúñiga 85' | Estadio Rommel Fernández, Panama-Stad Toeschouwers: 352 Scheidsrechter: Juan Guzman (USA) |

|                             |                       |     |           |                                                                                                |
| 17 april 2013 20:00 (UTC−5) | Panama                | 2–1 | Canada    | Estadio Rommel Fernández, Panama-Stad Toeschouwers: 6.853 Scheidsrechter: Armando Castro (HON) |
| 17 april 2013 20:00 (UTC−5) | Diaz 37' Zorrilla 81' |     | Bustos 4' | Estadio Rommel Fernández, Panama-Stad Toeschouwers: 6.853 Scheidsrechter: Armando Castro (HON) |

### Troostfinale
|                             |                                         |     |                       |                                                                                                |
| 19 april 2013 17:00 (UTC−5) | Canada                                  | 2–2 | Honduras              | Estadio Rommel Fernández, Panama-Stad Toeschouwers: 387 Scheidsrechter: William Anderson (PUR) |
| 19 april 2013 17:00 (UTC−5) | Hamilton 90+3' Haynes 119'              |     | Bodden 16' Ramos 107' | Estadio Rommel Fernández, Panama-Stad Toeschouwers: 387 Scheidsrechter: William Anderson (PUR) |
| 19 april 2013 17:00 (UTC−5) | Strafschoppen                           |     |                       | Estadio Rommel Fernández, Panama-Stad Toeschouwers: 387 Scheidsrechter: William Anderson (PUR) |
| 19 april 2013 17:00 (UTC−5) | Comsia Mkungilwa Haynes Hamilton Roubos | 4–2 | Flores García Ramos   | Estadio Rommel Fernández, Panama-Stad Toeschouwers: 387 Scheidsrechter: William Anderson (PUR) |

### Finale
|                             |           |     |                                |                                                                                                 |
| 19 april 2013 20:00 (UTC−5) | Panama    | 1–2 | Mexico                         | Estadio Rommel Fernández, Panama-Stad Toeschouwers: 17.572 Scheidsrechter: Henry Bejarano (CRC) |
| 19 april 2013 20:00 (UTC−5) | Araya 51' |     | De Gracia 57' (e.d.) Wbias 69' | Estadio Rommel Fernández, Panama-Stad Toeschouwers: 17.572 Scheidsrechter: Henry Bejarano (CRC) |